# اعتلال الأعصاب الكحولي
اعتلال الأعصاب الكحولي (بالإنجليزية: Alcoholic polyneuropathy)هو اضطراب عصبي حيث تتعطل الأعصاب الطرفية في جميع أنحاء الجسم في وقت واحد. يتم تعريفه بالتنكس المحوري في الخلايا العصبية لكل من النظم الحسية والحركية، ويحدث في البداية في النهايات البعيدة من أطول المحاور العصبية في الجسم . هذا الضرر يسبب للفرد الألم وضعف المحرك العصبي ; اولا في القدمين واليدين و من ثم التقدم مركزيا . و يتسبب اعتلال الأعصاب الكحولي في المقام الأول عن طريق إدمان الكحول المزمن ; ومع ذلك، ومن المعروف أيضا نقص الفيتامينات المساهمة في تنميتها ; لذلك فإن هذا المرض يحدث في مدمنين الكحول المزمنين الذين عندهم نوع من نقص التغذية . قد يتضمن العلاج مكملات غذائية، وإدارة الألم والامتناع عن الكحول.

## العلامات والأعراض
اعتلال الأعصاب الكحولي عادة يظهر ظهور تدريجي على مدى أشهر أو حتى سنوات على الرغم من أن الانحطاط المحوري يبدأ غالبا قبل أن يعاني الفرد أي أعراض . علامة الإنذار المبكر ( Aerodrome ) من امكانية تطوير اعتلال الأعصاب الكحولية، وخاصة في الكحولية المزمنة ; سيكون فقدان الوزن لأن هذا عادة ما يدل على نقص التغدية التي يمكن ان تؤدي إلى تطور المرض .
عادة ما ينطوي المرض على فقدان الحسية والحركية، فضلا عن التصورات الحسية المؤلمة ( التنمل Parenthesizes ) , على الرغم من ان جميع الطرائق الحسية قد تشارك .
الأعراض التي تؤثر علي النظم الحسية والحركية و يبدو ان تتطور بشكل متناظر ; على سبيل المثال، إذا تأثرت القدم اليمنى، تتأثر القدم اليسرى في وقت واحد أو سرعان ما تتأثر . في معظم الحالات، تتأثر الساقين أولا، تليها الذراعيين، عادة ما تصبح الأيدي متورطة عندما تصل الأعراض إلى أعلى الكاحل . وهذا ما يسمى نمط تخزين والقفازات من الاضطرابات الحسية . يمتد اعتلال الأعصاب على نطاق واسع من الشدة . بعض الحالات تبدو عديمة الأعراض ولا يمكن التعرف عليها الا عند الفحص الدقيق . قد تسبب الحالات إعاقة جسدية عميقةالحسية Sensory
وتشمل المظاهر الشائعة للقضايا الحسية خدر أو احاسيس مؤلمة في الذراعين والساقين، والاحاسيس غير الطبيعية مثل «الدبابيس والإبر» وعدم تحمل الحرارة . الألم الذي يعاني منه الأفراد يعتمد على شدة اعتلال الأعصاب; قد تكون منملة وثابتة في بعض الأفراد، في حين تكون حادة في البعض الآخر . و قد يشعر بعض الناس أيضا بأحاسيس تشنج في العضلات المصابة ويقول آخرون إن هناك احساسا حارقا في اقدامهم .
الحركية Motor
قد تشمل الأعراض الحركية تشنجات العضلات وضعف الإنتصاب لدى الرجال ومشاكل التبول والإمساك و الإسهال . بعض الأفراد قد يعانون أيضا من ضعف العضلات وانخفاض أو غياب ردود الفعل الوتريه العميقة . و قد يعاني بعض الأشخاص من السقوط المتكرر وعدم الثباث بسبب الرنح.
بالإضافة إلى اعتلال الأعصاب الكحولية، قد يظهر على الفرد أيضا اضطرابات أخرى ذات صلة، مثل : متلازمة فيزنيكس كورساكوني وانحطاط المخيخ الناتج عن الاضطرابات الغذائية المرتبطة بإدمان الكحول .

## الأسباب
السبب العام لهذا المرض هو اطالة أمد الاستهلاك الطويل للكحول يرافقه نقص التغذية . هناك بعض التساؤلات حول ما إذا كان السبب الرئيسي هو التأثير المباشر السام للكحول نفسه أو إذا كان المرض ناتجا عن سوء التغذية المرتبط بإدمان الكحول . وهناك أذر كبير على الروابط الاجتماعية في حياة مدمنو الكحول ويكون لديهم نمط حياة غير منتظم . ادمان الكحول قد يؤدي إلى أيضا إلى فقدان الشهية والقيء و التهاب المعدة الكحولي ; مما يقلل من تناول الطعام، وقد يتسبب أيضا في تلف بطانة الجهاز الهضمي ويقلل من امتصاص العناصر الغذائية التي يتم تناولها ; بالإضافة إلى كل منهم قد يؤدي إلى نقص التغذية التي ترتبط بتطور اعتلال الأعصاب الكحولية .
هنال أدلة على ان تزويد الأفراد بالفيتامينات الكافية قد يحسن الأعراض بالرغم من استمرار تناول الكحول، مما قد يشير إلى ان نقص الفيتامينات قد يكون عاملا رئيسيا في تطور وتطوير اعتلال الأعصاب الكحولي . في النماذج التجريبية باستخدام الفئران والقرود لم يسفر عن ادلة مقنعة حول ان تناول التغذية السليمة جنبا إلى جنب مع الكحول يؤدي إلى اعتلال الأعصاب .
- بالإضافة إلى ذلك، يؤدي استهلاك الكحول إلى تراكم بعض السموم بالجسم . على سبيل المثال، في عملية تحطيم الكحول، ينتج الجسم الاسيتالديهايد، والذي من الممكن أن يتراكم إلى مستويات سامة في الشروبات الكحولية . و هذا يشير إلى ان الإيثانول قد يسبب اعتلال الأعصاب الكحولية .

## الفسيولوجيا المرضية
هي مجال البحث الحالي لاعتلال الأعصاب الكحولي . قبل ظهور الأعراض عن الأفراد يحدث تلف في الجهاز العصبي، ابتداء من ترقق القطع وفقدان المالين على الأطراف الطرفية في أطول الأعصاب . و نقصد بترقق القطع هو ازالة المالين من محاور عصبية في اقسام ضغيرة في وقت واحد .
في بعض الحالات، الأفراد الذين يعانون من اعتلال الأعصاب الكحولية لديهم نقص في التغذية كما ذكرنا سابقا وبالتالي يزيد الطلب الأيضي على الثيامين ( فيتامين B1 )بسبب دوره في استقلاب الجلوكوز . كميات الثيامين عادة تكون منخفضة في المشروبات الكحولية . بالإضافة إلى ذلك، يتداخل الكجول مع امتصاص الثيامين المعوي، وبالتالي يؤدي إلى تقليل مستويات الثيامين في الجسم . الثيامين مهم في ثلاثة ردود فعل في استقلاب الجلوكوز ومنها ازلة الكربوكسيلية من حمض البيروفيك . و بالتالي فإن عدم وجود كميات كافية من الثيامين في الخلايا قد يمنع الخلايا العصبية من الحفاظ على مستويات الادينوسين ثلاثي الفوسفات اللازمة ( ATP ) . نفص الثيامين هو الذي يمكنه ان يفسر ضغف التوصيل العصبي في اولائك الذين يعانون من اعتلال الأعصاب الكحولية .
الآثار الأيضية لتلف الكبد المرتبطة بإدمان الكحول قد تسهم ايضًا في تطوير اعتلال الأعصاب الكحولية . احماض الكبد، مثل حمض ليبويك، قد تكون ناقصة في المشروبات الكحولية . هذا النقص قد يؤدي إلى تعطيل الغليكوسية وتغيير التمثيل الغذائي والتخزين والنقل .
الاستالديهايد سام للأعصاب الطرفية . اثناء استقلاب الايثانول ينتج زيادة في مستويات الأسيتالديهايد . في حين لم يتم استقلاب الاسيتالديهايد بسرعة قد تتأثر الأعصاب بتراكم الاسيتالديهايد إلى مستويات سامة .

## التشخيص
لصحة التشخيص، يجب على الطبيب استبعاد كل الأسباب الأخرى التي ت}دي إلى متلازمات سريرية مماثلة . من تشخيصات الإعتلال العصبي الكحولي، التصلب الجانبي الضموري، داء بيري بيري، ومتلازمة غيلان باري، الاعتلال العصبي السكري، ومتلازمة ما بعد شلل الأطفال .
يتضمن العمل الطبي الأكثر شيوعًا، الإختبارات المعملية، يمكن أيضا استخدام التصوير ودراسات التوصيل العصبي واختيار مقياس الفيبرومتر.

## الإدارة
بالرغم من عدم وجود علاج معروف للإعتلال العصبي الكحولي، يوجد عدد من العلاجات التي تمكنا من السيطرة على الأعراض . العلاج الطبيعي إنه مفيد لتدريب العضلات الضعيفة، وتدريب المشية والتوازن .
لتحسين إدارة الأعراض، من الضروري الإمتناع عن استهلاك الكحول وبالتالي فإن هذا الإمتناع يشجع النظام الغذائي السليم ويساعد على منع تكرار أو تطول الإعتلال العصبي .
ومن الأمور التي تساعد على العلاج، مكملات الفيتامينات وخاصة ( الثيامين ).
 الألم: يمكن علاج الديسثيسيا المؤلمة الناجمة عن اعتلال الأعصاب الكحولي عن طريق استخدام Gabapentin في تركيبه مع أدوية الألم من دون وصفة طبية مثل ( الأسبرين ) .
الأدوية المضادة مثل Gabapentin تمنع الإمتصاص النشط لكل من السيروتين والنورادرينالين، ولها القدرة على التخفيف من الألم العصبي . بالإضافة إلى مسكنات موضعية مثل capsaicin قد تخفف الأوجاع والآلام للعضلات والمفاصل .

## المآل
من الصعب تشخيص المريض لأنه من الصعب جدًا إقناع المدمنين المزمنين على الكحول بالإمتناع عن شربه تمامًا .
مع تقدم المرض، فإن الضرر قد يصبح دائم . قد تستمر الأعراض ومنها الألم العصبي إلى أجل غير مسمى، حتى بعد الإلتزام بتناول نظام غذائي متوازن . اعتلال الأعصاب الكحولي لا يهدد الحياة ولكنه قد يؤثر بشكل كبير على طبيعة حياة الإنسان . آثار المرض تبدأ من عدم الراحة الخفيفة إلى الإعاقة الشديدة .

## علم الأوبئة
معدل حدوث إعتلال الأعصاب الكحولية التني تنطوي على الإعتلال العصبي الحسي والحركي قد يختلف من 10% إلى 50% من المدمنين على الكحول حسب اختيار معايير التشخيص . إذا تم استخدام معايير التشخيص الكهربائي، فإنه يمكن العثور على ما يصل إلى 90% من الأفراد الذين يعانون من اعتلال الأعصاب الكحولي . إن شدة اعتلال الأعصاب الكحولية ترتبط بشكل كبير مع الأستهلاك الإجمالي للكحول . ترتبط بعض العوامل مثل المدخول الغذائي أو العمر بدرجات أقل من الإستهلاك الإجمالي للكحول، لأسباب ومعايير غير معروفة . فإن اعتلال الأعصاب الكحولي له معدل مرتفع عند الناس .
 التاريخ History 
تم تسجيل الوصف الأول لجميع الأعراض المرتبطة بإعتلال الأعصاب الكحولي من قبل : جون سي ليتمفي في عام 1787 عندما لاحظ الفرط في الشلل في الساقيين أكثر من الأذرع للمرضى . تم الإعتراف على نطاق واسع العنوان السريري للإعتلال العصبي الكحولي من قبل أواخر القرن التاسع عشر . كان يعتقد أن اعتلال الأعصاب كان نتيجة التأثير السام المباشر للكحول على الأعصاب الطرفية عن الاستخدام بشكل مفرط .

## إتجاهات البحث
لم يتم توضيح آلية التنكس المحوري، وهي مجال للبحث المستمر عن اعتلال الأعصاب الكحولي .
تبحث المزيد من الأبحاث في تأثير استهلاك الكحول وإختيار المشروبات الكحولية على تطوير اعتلال الأعصاب الكحولي . بعض المشروبات قد تحتوي على مغذيات أكثر من غيرها ( مثل الثيامين ) , لكن فيما يتعلق في نقص التغذية لمدمني الكحول لا تزال غير معروفة .
لا يزال هناك جدل حول أسباب تطور اعتلال الاعصاب الكحولي . يقول البعض انه نتيجة لتأثير الكحول السام على الأعصاب، لكن البعض الآخر يقول ان عوامل مثل نقص التغذية أو امراض الكبد المزمنة قد تلعب دورًا في التطور أيضًا . النقاش مستمر والبحث مستمر لإكتشاف السبب الحقيقي لإعتلال الأعصاب الكحولي .